# 保安元年の政変
保安元年の政変（ほあんがんねんのせいへん）は、平安時代後期の保安元年11月12日（1120年12月4日）に発生した白河法皇が関白藤原忠実を勅勘処分にして内覧職権を停止した政変。内覧職権を奪われた忠実は事実上関白を罷免され、翌年には嫡男の忠通に関白を譲らされた。

## 経過
嘉承2年（1107年）、堀河天皇が急逝するとその子であるわずか5歳の鳥羽天皇が即位した。当時の関白は30歳の藤原忠実（御堂流）であったが、次の天皇の摂政を巡って天皇の伯父である藤原公実（閑院流）とその地位を争うことになった。天皇の祖父である白河法皇にとって公実は母方の従兄ではあったが、最終的には源俊明の進言と御堂流に対する閑院流の宮廷内での勢力の弱さから法皇は忠実を引き続き摂政を任せ、敗れた公実は同年に急死した。白河法皇は亡くなった公実の娘である璋子を引き取って養女とした。
白河法皇は院政を進めていたが、宮中の慣例によって退位した太上天皇は内裏には立ち入れないため、摂政の藤原忠実が代わりに天皇に近侍して後見を務め、法皇と天皇との間のパイプ役を務めることが期待された。天永4年（1113年・永久元年）に鳥羽天皇は元服し、忠実が関白に転じた後もこの方向性は変わらなかった。しかし、忠実と皇室との血縁の薄さが弱点であることには変わりがなかった。そのため、ある方策が検討された。すなわり、法皇の養女である璋子を忠実の嫡男・忠通の正室とし、忠実の娘である勲子を鳥羽天皇の后にする構想であった（なお、忠通は覚法法親王の異父弟で既に法皇の猶子になっていた）。これが実現すれば摂関家と皇室の関係が強化されるだけでなく、法皇が頭を悩ませていた璋子の将来も定まり、忠実は将来の天皇の外戚になれる可能性が生まれ、法皇の娘婿となる忠通が将来の摂関への道が確実になるという、当事者全員にとって利益のあるものと思われた。ところが、璋子が性的奔放であると言う噂を信じた忠実は忠通と璋子の縁談に難色を示し、法皇が決めた婚約を破棄してしまった。
これに対して、白河法皇は永久5年12月13日（1118年1月6日）に行き場を失った璋子を入内させ、わずか1か月後の永久6年1月26日（同年2月18日）には鳥羽天皇の中宮に立てられて、勲子の入内の約束を破棄したのである。忠実は直接抗議しなかったものの、璋子の儀式には非協力的な態度を取った。元永2年（1119年）、璋子は顕仁親王（後の崇徳天皇）を出産した。崇徳天皇の誕生に関しては、『古事談』巻第二には天皇は実は白河法皇と藤原璋子の密通によって生まれた子で鳥羽天皇は崇徳天皇を「叔父子」と呼んだという逸話が伝えられている。だが、実父である藤原公実と幼少時に死別して白河法皇の養女となり、その娘として入内した璋子にとって「父」である白河法皇の御所が里第であり、彼女が里帰り先として法皇の御所に帰るのも「父」である白河法皇が外孫の崇徳天皇の外祖父として振る舞ったのも当然であった。樋口健太郎は一条天皇の母である藤原詮子が実弟の藤原道長の土御門殿と同居して天皇がいる内裏と往復して天皇と道長の間のパイプ役を務めた事例を念頭に、璋子の入内の目的の1つに白河法皇と鳥羽天皇との間のパイプ役が期待され、彼女が度々里第である戻ったのもこうした政治的目的もあったと考えている。璋子の存在はこれまで法皇と天皇のパイプ役を務めてきた忠実の立場を弱めていく。一方、鳥羽天皇も永久5年には16歳になっており、成長した天皇は法皇からの自立を模索するようになっていた。その中で浮上するのは、一度は白河法皇に止められた勲子の入内の話であった。
保安元年（1120年）10月3日、白河法皇が熊野御幸に向かうために京都を出発した。その途中で法皇は鳥羽天皇が藤原忠実を召し出して娘の入内を命じたという噂を聞いた。法皇は京都郊外の鳥羽殿に帰還した後に忠実に使者を派遣して「娘の入内は全くあるべからず」と伝えると共に事の真偽を問いただした。忠実は1年前にその話があったが法皇が不機嫌になられたと聞き、法皇が入内に同意していないことは承知していると返答した（『中右記』保安元年11月9日条）。ところが、11月12日に法皇が京内にある璋子の里第である三条烏丸殿に入った直後に法皇は忠実に対する勅勘処分と内覧職権の停止を命じたのである。三条烏丸殿には数日前から璋子が滞在しており、改めて彼女に対して事の真偽を問いただしたとみられている。ここで璋子は天皇から娘の入内を求められた忠実が承知して自分のライバルになる后が入内することが決まったことを「父」である法皇に訴えたと想定され、それを聞いて忠実が虚言を述べていると激怒した法皇が忠実の罷免を決めたと推測される。ただし、本当に虚言を述べたのが忠実だったのか璋子だったのかは不明である。忠実が法皇から娘の入内を拒否された後もその将来を伊勢神宮に祈願した事実（『殿暦』元永元年8月2日条）があり、娘の入内のために天皇と秘かに話を進めたことが白河法皇の目からは治天の君の権限に対する侵害とも自分に対する裏切り行為とも映った可能性がある。反面、璋子と忠実が不仲であったのも事実であり、彼女が自分を嫌う忠実を失脚させるためにあたかも入内の話が進んでいるかのように法皇に伝えた可能性も否定できないからである（時系列的に璋子の話を聞いた法皇は忠実の反論を聞かずに処分を決めている）。
この結果、関白は保安2年3月5日（1121年3月25日）付で忠実から法皇の猶子である忠通に代わり、保安4年（1123年）には崇徳天皇が即位して白河法皇は新天皇の外祖父となった。忠通は白河法皇の指導の下に摂関としての経歴を積み重ねていくことになる。一方、藤原忠実の娘・勲子改め泰子が既に退位している鳥羽上皇の后として入内するのは白河法皇の崩御後の長承2年（1133年）のことであり、璋子の入内から遅れること15年、彼女は既に39歳になっていた。